# Festival RTP da Canção 1967
O IV Grande Prémio TV da Canção 1967 foi o quarto Festival RTP da Canção, a final teve lugar no dia 25 de fevereiro de 1967, a 1ª semifinal teve lugar no dia 11 de fevereiro de 1967 e a 2ª semifinal teve lugar no dia 18 de fevereiro de 1967 nos estúdios da Tóbis, em Lisboa. 
Isabel Wolmar e Henrique Mendes foram os apresentadores da final do festival e das duas semifinais, a final do festival foi ganho por Eduardo Nascimento com a canção O Vento Mudou.

## Local
O Grande Prémio TV da Canção 1967 ocorreu em Lisboa. Lisboa é a capital de Portugal e a cidade mais populosa do país. Tem uma população de 506 892 habitantes, dentro dos seus limites administrativos. Na Área Metropolitana de Lisboa, residem 2 821 697 pessoas (2011), sendo por isso a maior e mais populosa área metropolitana do país. Lisboa é o centro político de Portugal, sede do Governo e da residência do chefe de Estado. É o "farol da lusofonia" (Daus): a Comunidade dos Países de Língua Portuguesa (CPLP) tem a sua sede na cidade. É ainda a capital mais a ocidente do continente europeu na costa atlântica.
O festival em si realizou-se no Estúdio C da Tóbis.

## Formato
Pela primeira vez na História do certame, foram incluídas eliminatórias, a par com a final. Dessas duas semifinais, as três canções mais votadas passavam à final.

## Votação
Cada júri distrital dispunha de 15 votos a distribuir pelas canções que pretendesse premiar.
Havia também um escrutinador no local, encarregado de monitorizar o processo de votação e controlar os resultados, estando sentado ao lado de dois assistentes. Após cada júri distrital revelar os seus votos, o escrutinador procedia à leitura da votação parcial.

## Participantes
A tabela seguinte apresenta as 12 canções originais que participaram nesta edição do Grande Prémio TV da Canção, juntamente com os intérpretes, autores da letra e compositores.
| #            | Canção                     | Intérprete              | Música                             | Letra                            |
| 1ª semifinal | 1ª semifinal               | 1ª semifinal            | 1ª semifinal                       | 1ª semifinal                     |
| ------------ | -------------------------- | ----------------------- | ---------------------------------- | -------------------------------- |
| 1            | "Balada da traição do mar" | Rui Malhoa              | Pedro Jordão                       | Rui Malhoa                       |
| 2            | "Sou tão feliz"            | Marco Paulo             | Carlos Nóbrega e Sousa             | António de Sousa Freitas         |
| 3            | "Amor tens de voltar"      | Valério Silva           | Joaquim Fernandes e Carlos Resende | Fernando Meireles                |
| 4            | "Não quero o mundo"        | Maria de Lurdes Resende | Duarte Pestana                     | Zélia Rosa Pinto                 |
| 5            | "Quando amanhecer"         | Duo Ouro Negro          | Manuel Viegas                      | António José                     |
| 6            | "Assim será o nosso amor"  | Maria de Lurdes Resende | João Andrade Santos                | Manuela de Moura Sá Teles Santos |
| 2ª semifinal |                            |                         |                                    |                                  |
| 1            | "Livro sem fim"            | Duo Ouro Negro          | António Andrade                    | Maria Vargas                     |
| 2            | "O vento mudou"            | Eduardo Nascimento      | Nuno Nazareth Fernandes            | João Magalhães Pereira           |
| 3            | "Porta secreta"            | Artur Garcia            | Carlos Canelhas                    | António José                     |
| 4            | "Deixa-me só"              | António Calvário        | Carlos Canelhas                    | Alberto Azevedo                  |
| 5            | "Um homem só"              | Eduardo Nascimento      | José Pereira Mesquita              | Francisco Nicholson              |
| 6            | "Vencerás"                 | António Calvário        | Carlos Canelhas                    | Luís Simão                       |

## Festival
A RTP, em 1967, introduziu o sistema de duas semifinais de onde saíram as canções para a final. A condução dos três espectáculos coube a Isabel Wolmar e a Henrique Mendes.
Neste ano foram apuradas 12 canções, que foram distribuídas por duas semifinais. Estas eliminatórias tiveram lugar a 11 e 18 de fevereiro.
As três canções mais pontuadas, em cada semifinal, passaram à final, que aconteceu a 25 do mesmo mês. Os três espetáculos tiveram lugar no Estúdio C da Tóbis.
O júri distrital foi chamado a pronunciar-se, por três vezes, e em cada uma delas, cada um dos 18 júris dispunha de 15 votos para atribuir conforme entendesse às canções a concurso.
Como curiosidade na final deste ano foi chamado a votar um conjunto de júris Angolanos, das várias províncias, que atribuíram os seus votos, no entanto, sem que estes fossem considerados para os totais.
As 12 canções foram interpretadas pelos seguintes cantores:
Rui Malhoa, Marco Paulo, Valério Silva, Artur Garcia, cada um com um tema e por Maria de Lurdes Resende, o Duo Ouro Negro, Eduardo Nascimento e António Calvário, que interpretaram duas canções.
Na final o tema que se sagrou vencedor foi O Vento Mudou, com letra de João Magalhães Pereira, música de Nuno Nazareth Fernandes e interpretação de Eduardo Nascimento. Esta canção obteve 120 pontos deixando a canção classificada em 2º lugar, "Livro sem fim" pelo Duo Ouro Negro, a 42 pontos de distância. Em 3º lugar ficou o tema "Não quero o mundo" defendido por Maria de Lurdes Resende, com 30 votos.

### 1ª semifinal
| #  | Artista                 | Língua    | Canção                     | Lugar | Pontos |
| -- | ----------------------- | --------- | -------------------------- | ----- | ------ |
| 1º | Rui Malhoa              | Português | "Balada da traição do mar" | 4º    | 43     |
| 2º | Marco Paulo             | Português | "Sou tão feliz"            | 2º    | 54     |
| 3º | Valério Silva           | Português | "Amor tens de voltar"      | 5º    | 41     |
| 4º | Maria de Lurdes Resende | Português | "Não quero o mundo"        | 3º    | 53     |
| 5º | Duo Ouro Negro          | Português | "Quando amanhecer"         | 1º    | 72     |
| 6º | Maria de Lurdes Resende | Português | "Assim será o nosso amor"  | 6º    | 7      |

#### Resultados
O júri distrital esteve sediado nas 18 capitais de distrito de Portugal Continental e foi chamado a votar, segundo a ordem alfabética dos respetivos distritos.
| Júris                        | Canções Pontuadas | Canções Pontuadas | Canções Pontuadas | Canções Pontuadas | Canções Pontuadas | Canções Pontuadas |
| ---------------------------- | ----------------- | ----------------- | ----------------- | ----------------- | ----------------- | ----------------- |
| Júris                        |                   |                   |                   |                   |                   |                   |
| Distrito de Aveiro           | 2                 | 4                 | 3                 | 2                 | 4                 |                   |
| Distrito de Beja             | 1                 | 3                 | 2                 | 3                 | 5                 | 1                 |
| Distrito de Braga            | 5                 |                   | 3                 | 5                 | 1                 | 1                 |
| Distrito de Bragança         | 5                 | 1                 | 4                 | 2                 | 3                 |                   |
| Distrito de Castelo Branco   | 3                 |                   | 2                 | 5                 | 5                 |                   |
| Distrito de Coimbra          |                   | 5                 | 2                 | 3                 | 5                 |                   |
| Distrito de Évora            | 2                 | 3                 | 2                 | 5                 | 2                 | 1                 |
| Distrito de Faro             | 1                 | 4                 | 4                 | 1                 | 5                 |                   |
| Distrito de Guarda           | 2                 | 3                 | 2                 | 3                 | 4                 | 1                 |
| Distrito de Leiria           | 4                 | 5                 | 1                 | 2                 | 3                 |                   |
| Distrito de Lisboa           | 1                 | 3                 | 5                 | 1                 | 5                 |                   |
| Distrito de Portalegre       | 4                 | 4                 | 2                 | 2                 | 3                 |                   |
| Distrito de Porto            | 1                 | 4                 |                   | 5                 | 5                 |                   |
| Distrito de Santarém         | 2                 | 3                 | 3                 | 2                 | 4                 | 1                 |
| Distrito de Setúbal          | 4                 | 3                 |                   | 2                 | 4                 | 2                 |
| Distrito de Viana do Castelo | 5                 | 1                 |                   | 5                 | 4                 |                   |
| Distrito de Vila Real        |                   | 3                 | 3                 | 4                 | 5                 |                   |
| Distrito de Viseu            | 1                 | 5                 | 3                 | 1                 | 5                 |                   |
| Total                        | 43                | 54                | 41                | 53                | 72                | 7                 |
| Lugar                        | 4º                | 2º                | 5º                | 3º                | 1º                | 6º                |
| Júris                        |                   |                   |                   |                   |                   |                   |
| Canções Pontuadas            |                   |                   |                   |                   |                   |                   |

| Júris                        | Canções Pontuadas | Canções Pontuadas | Canções Pontuadas | Canções Pontuadas | Canções Pontuadas | Canções Pontuadas |
| ---------------------------- | ----------------- | ----------------- | ----------------- | ----------------- | ----------------- | ----------------- |
| Júris                        |                   |                   |                   |                   |                   |                   |
| Distrito de Aveiro           | 2                 | 4                 | 3                 | 2                 | 4                 | 0                 |
| Distrito de Beja             | 3                 | 7                 | 5                 | 5                 | 9                 | 1                 |
| Distrito de Braga            | 8                 | 7                 | 8                 | 10                | 10                | 2                 |
| Distrito de Bragança         | 13                | 8                 | 12                | 12                | 13                | 2                 |
| Distrito de Castelo Branco   | 16                | 8                 | 14                | 17                | 18                | 2                 |
| Distrito de Coimbra          | 16                | 13                | 16                | 20                | 23                | 2                 |
| Distrito de Évora            | 18                | 16                | 18                | 25                | 25                | 3                 |
| Distrito de Faro             | 19                | 20                | 22                | 26                | 30                | 3                 |
| Distrito de Guarda           | 21                | 23                | 24                | 29                | 34                | 4                 |
| Distrito de Leiria           | 25                | 28                | 25                | 31                | 37                | 4                 |
| Distrito de Lisboa           | 26                | 31                | 30                | 32                | 42                | 4                 |
| Distrito de Portalegre       | 30                | 35                | 32                | 34                | 45                | 4                 |
| Distrito de Porto            | 31                | 39                | 32                | 39                | 50                | 4                 |
| Distrito de Santarém         | 33                | 42                | 35                | 41                | 54                | 5                 |
| Distrito de Setúbal          | 37                | 45                | 35                | 43                | 58                | 7                 |
| Distrito de Viana do Castelo | 42                | 46                | 35                | 48                | 62                | 7                 |
| Distrito de Vila Real        | 42                | 49                | 38                | 52                | 67                | 7                 |
| Distrito de Viseu            | 43                | 54                | 41                | 53                | 72                | 7                 |
| Lugar                        | 4º                | 2º                | 5º                | 3º                | 1º                | 6º                |
| Júris                        |                   |                   |                   |                   |                   |                   |
| Canções Pontuadas            |                   |                   |                   |                   |                   |                   |

#### Maestros
Em baixo encontra-se a lista de maestros que conduziram a orquestra, na respectiva ordem de actuação.
| Canção                     | Maestro      |
| -------------------------- | ------------ |
| "Balada da traição do mar" | Tavares Belo |
| "Sou tão feliz"            | Tavares Belo |
| "Amor tens de voltar"      | Tavares Belo |
| "Não quero o mundo"        | Tavares Belo |
| "Quando amanhecer"         | Tavares Belo |
| "Assim será o nosso amor"  | Tavares Belo |
| Maestro anfitrião          | Tavares Belo |

### 2ª semifinal
| #  | Artista            | Língua    | Canção          | Lugar | Pontos |
| -- | ------------------ | --------- | --------------- | ----- | ------ |
| 1º | Duo Ouro Negro     | Português | "Livro sem fim" | 2º    | 76     |
| 2º | Eduardo Nascimento | Português | "O vento mudou" | 1º    | 78     |
| 3º | Artur Garcia       | Português | "Porta secreta" | 3º    | 55     |
| 4º | António Calvário   | Português | "Deixa-me só"   | 4º    | 44     |
| 5º | Eduardo Nascimento | Português | "Um homem só"   | 5º    | 9      |
| 6º | António Calvário   | Português | "Vencerás"      | 6º    | 8      |

#### Resultados
O júri distrital esteve sediado nas 18 capitais de distrito de Portugal Continental e foi chamado a votar, segundo a ordem alfabética dos respetivos distritos.
| Júris                        | Canções Pontuadas | Canções Pontuadas | Canções Pontuadas | Canções Pontuadas | Canções Pontuadas | Canções Pontuadas |
| ---------------------------- | ----------------- | ----------------- | ----------------- | ----------------- | ----------------- | ----------------- |
| Júris                        |                   |                   |                   |                   |                   |                   |
| Distrito de Aveiro           | 5                 | 5                 | 5                 |                   |                   |                   |
| Distrito de Beja             | 3                 | 5                 | 4                 | 2                 |                   | 1                 |
| Distrito de Braga            |                   | 5                 | 5                 | 3                 |                   | 2                 |
| Distrito de Bragança         | 2                 | 5                 | 5                 | 3                 |                   |                   |
| Distrito de Castelo Branco   | 5                 | 5                 |                   | 5                 |                   |                   |
| Distrito de Coimbra          | 4                 | 5                 | 5                 | 1                 |                   |                   |
| Distrito de Évora            | 4                 | 3                 | 4                 | 4                 |                   |                   |
| Distrito de Faro             | 5                 | 1                 | 2                 | 5                 |                   | 2                 |
| Distrito de Guarda           | 5                 | 4                 | 3                 | 3                 |                   |                   |
| Distrito de Leiria           | 5                 | 5                 | 3                 |                   | 2                 |                   |
| Distrito de Lisboa           | 5                 | 5                 | 5                 |                   |                   |                   |
| Distrito de Portalegre       | 5                 | 5                 | 2                 | 3                 |                   |                   |
| Distrito de Porto            | 5                 | 5                 | 2                 | 3                 |                   |                   |
| Distrito de Santarém         | 4                 | 5                 | 1                 | 5                 |                   |                   |
| Distrito de Setúbal          | 5                 | 2                 |                   | 4                 | 4                 |                   |
| Distrito de Viana do Castelo | 5                 | 5                 | 5                 |                   |                   |                   |
| Distrito de Vila Real        | 4                 | 5                 | 2                 | 1                 |                   | 3                 |
| Distrito de Viseu            | 5                 | 3                 | 2                 | 2                 | 3                 |                   |
| Total                        | 76                | 78                | 55                | 44                | 9                 | 8                 |
| Lugar                        | 2º                | 1º                | 3º                | 4º                | 5º                | 6º                |
| Júris                        |                   |                   |                   |                   |                   |                   |
| Canções Pontuadas            |                   |                   |                   |                   |                   |                   |

| Júris                        | Canções Pontuadas | Canções Pontuadas | Canções Pontuadas | Canções Pontuadas | Canções Pontuadas | Canções Pontuadas |
| ---------------------------- | ----------------- | ----------------- | ----------------- | ----------------- | ----------------- | ----------------- |
| Júris                        |                   |                   |                   |                   |                   |                   |
| Distrito de Aveiro           | 5                 | 5                 | 5                 | 0                 | 0                 | 0                 |
| Distrito de Beja             | 8                 | 10                | 9                 | 2                 | 0                 | 1                 |
| Distrito de Braga            | 8                 | 15                | 14                | 5                 | 0                 | 3                 |
| Distrito de Bragança         | 10                | 20                | 19                | 8                 | 0                 | 3                 |
| Distrito de Castelo Branco   | 15                | 25                | 19                | 13                | 0                 | 3                 |
| Distrito de Coimbra          | 19                | 30                | 24                | 14                | 0                 | 3                 |
| Distrito de Évora            | 23                | 33                | 28                | 18                | 0                 | 3                 |
| Distrito de Faro             | 28                | 34                | 30                | 23                | 0                 | 5                 |
| Distrito de Guarda           | 33                | 38                | 33                | 26                | 0                 | 5                 |
| Distrito de Leiria           | 38                | 43                | 36                | 26                | 2                 | 5                 |
| Distrito de Lisboa           | 43                | 48                | 41                | 26                | 2                 | 5                 |
| Distrito de Portalegre       | 48                | 53                | 43                | 29                | 2                 | 5                 |
| Distrito de Porto            | 53                | 58                | 45                | 32                | 2                 | 5                 |
| Distrito de Santarém         | 57                | 63                | 46                | 37                | 2                 | 5                 |
| Distrito de Setúbal          | 62                | 65                | 46                | 41                | 6                 | 5                 |
| Distrito de Viana do Castelo | 67                | 70                | 51                | 41                | 6                 | 5                 |
| Distrito de Vila Real        | 71                | 75                | 53                | 42                | 6                 | 8                 |
| Distrito de Viseu            | 76                | 78                | 55                | 44                | 9                 | 8                 |
| Lugar                        | 2º                | 1º                | 3º                | 4º                | 5º                | 6º                |
| Júris                        |                   |                   |                   |                   |                   |                   |
| Canções Pontuadas            |                   |                   |                   |                   |                   |                   |

#### Maestros
Em baixo encontra-se a lista de maestros que conduziram a orquestra, na respectiva ordem de actuação.
| Canção            | Maestro      |
| ----------------- | ------------ |
| "Livro sem fim"   | Tavares Belo |
| "O vento mudou"   | Tavares Belo |
| "Porta secreta"   | Tavares Belo |
| "Deixa-me só"     | Tavares Belo |
| "Um homem só"     | Tavares Belo |
| "Vencerás"        | Tavares Belo |
| Maestro anfitrião | Tavares Belo |

### Final
| #  | Artista                 | Língua    | Canção              | Lugar | Pontos |
| -- | ----------------------- | --------- | ------------------- | ----- | ------ |
| 1º | Duo Ouro Negro          | Português | "Quando amanhecer"  | 4º    | 28     |
| 2º | Eduardo Nascimento      | Português | "O vento mudou"     | 1º    | 120    |
| 3º | Marco Paulo             | Português | "Sou tão feliz"     | 6º    | 5      |
| 4º | Duo Ouro Negro          | Português | "Livro sem fim"     | 2º    | 78     |
| 5º | Maria de Lurdes Resende | Português | "Não quero o mundo" | 3º    | 30     |
| 6º | Artur Garcia            | Português | "Porta secreta"     | 5º    | 9      |

#### Resultados
O júri distrital esteve sediado nas 18 capitais de distrito de Portugal Continental e foi chamado a votar, segundo a ordem alfabética dos respetivos distritos.
| Júris                        | Canções Pontuadas | Canções Pontuadas | Canções Pontuadas | Canções Pontuadas | Canções Pontuadas | Canções Pontuadas |
| ---------------------------- | ----------------- | ----------------- | ----------------- | ----------------- | ----------------- | ----------------- |
| Júris                        |                   |                   |                   |                   |                   |                   |
| Distrito de Aveiro           |                   | 3                 |                   | 11                |                   | 1                 |
| Distrito de Beja             |                   | 3                 | 2                 | 5                 | 4                 | 1                 |
| Distrito de Braga            | 1                 | 7                 |                   |                   | 5                 | 2                 |
| Distrito de Bragança         |                   | 11                |                   | 3                 |                   | 1                 |
| Distrito de Castelo Branco   |                   | 5                 |                   | 10                |                   |                   |
| Distrito de Coimbra          | 15                |                   |                   |                   |                   |                   |
| Distrito de Évora            |                   | 8                 |                   | 1                 | 4                 | 2                 |
| Distrito de Faro             |                   | 5                 |                   | 10                |                   |                   |
| Distrito de Guarda           | 5                 | 8                 |                   | 1                 |                   | 1                 |
| Distrito de Leiria           | 1                 | 11                | 1                 | 1                 | 1                 |                   |
| Distrito de Lisboa           |                   | 12                |                   | 3                 |                   |                   |
| Distrito de Portalegre       | 1                 | 10                |                   | 3                 | 1                 |                   |
| Distrito de Porto            |                   | 5                 |                   | 10                |                   |                   |
| Distrito de Santarém         | 2                 | 1                 | 2                 | 1                 | 9                 |                   |
| Distrito de Setúbal          |                   | 6                 |                   | 7                 | 2                 |                   |
| Distrito de Viana do Castelo |                   | 11                |                   |                   | 4                 |                   |
| Distrito de Vila Real        | 3                 | 7                 |                   | 5                 |                   |                   |
| Distrito de Viseu            |                   | 7                 |                   | 7                 |                   | 1                 |
| Total                        | 28                | 120               | 5                 | 78                | 30                | 9                 |
| Lugar                        | 4º                | 1º                | 6º                | 2º                | 3º                | 5º                |
| Júris                        |                   |                   |                   |                   |                   |                   |
| Canções Pontuadas            |                   |                   |                   |                   |                   |                   |

| Júris                        | Canções Pontuadas | Canções Pontuadas | Canções Pontuadas | Canções Pontuadas | Canções Pontuadas | Canções Pontuadas |
| ---------------------------- | ----------------- | ----------------- | ----------------- | ----------------- | ----------------- | ----------------- |
| Júris                        |                   |                   |                   |                   |                   |                   |
| Distrito de Aveiro           | 0                 | 3                 | 0                 | 11                | 0                 | 1                 |
| Distrito de Beja             | 0                 | 6                 | 2                 | 16                | 4                 | 2                 |
| Distrito de Braga            | 1                 | 13                | 2                 | 16                | 9                 | 4                 |
| Distrito de Bragança         | 1                 | 24                | 2                 | 19                | 9                 | 5                 |
| Distrito de Castelo Branco   | 1                 | 29                | 2                 | 29                | 9                 | 5                 |
| Distrito de Coimbra          | 16                | 29                | 2                 | 29                | 9                 | 5                 |
| Distrito de Évora            | 16                | 37                | 2                 | 30                | 13                | 7                 |
| Distrito de Faro             | 16                | 42                | 2                 | 40                | 13                | 7                 |
| Distrito de Guarda           | 21                | 50                | 2                 | 41                | 13                | 8                 |
| Distrito de Leiria           | 22                | 61                | 3                 | 42                | 14                | 8                 |
| Distrito de Lisboa           | 22                | 73                | 3                 | 45                | 14                | 8                 |
| Distrito de Portalegre       | 23                | 83                | 3                 | 48                | 15                | 8                 |
| Distrito de Porto            | 23                | 88                | 3                 | 58                | 15                | 8                 |
| Distrito de Santarém         | 25                | 89                | 5                 | 59                | 24                | 8                 |
| Distrito de Setúbal          | 25                | 95                | 5                 | 66                | 26                | 8                 |
| Distrito de Viana do Castelo | 25                | 106               | 5                 | 66                | 30                | 8                 |
| Distrito de Vila Real        | 28                | 113               | 5                 | 71                | 30                | 8                 |
| Distrito de Viseu            | 28                | 120               | 5                 | 78                | 30                | 9                 |
| Lugar                        | 4º                | 1º                | 6º                | 2º                | 3º                | 5º                |
| Júris                        |                   |                   |                   |                   |                   |                   |
| Canções Pontuadas            |                   |                   |                   |                   |                   |                   |

#### Resultados extraconcurso
Como curiosidade, na final desta edição do festival, por iniciativa de algumas emissoras de radiodifusão angolanas, foi chamado a votar um conjunto de júris de Angola, sediado em 5 das suas províncias, que atribuíram os seus votos às canções concorrentes na final, mas sem que estes fossem considerados para os totais. No final dessa votação, o locutor apresentou a votação final de Angola, resultado da conversão dos resultados das províncias para 1 a 6 pontos.
| Júri de Angola                             | Canções Pontuadas | Canções Pontuadas | Canções Pontuadas | Canções Pontuadas | Canções Pontuadas | Canções Pontuadas |
| ------------------------------------------ | ----------------- | ----------------- | ----------------- | ----------------- | ----------------- | ----------------- |
| Júri de Angola                             |                   |                   |                   |                   |                   |                   |
| Lobito                                     | 6                 | 5                 | 3                 | 4                 | 1                 | 2                 |
| Nova Lisboa                                | 6                 | 5                 | 3                 | 4                 | 2                 | 1                 |
| Benguela                                   | 6                 |                   | 4                 | 5                 |                   |                   |
| Sá da Bandeira                             |                   | 5                 |                   | 6                 |                   |                   |
| Luanda                                     | 3                 | 6                 | 1                 | 4                 | 2                 | 5                 |
| Total                                      | 21                | 21                | 11                | 23                | 5                 | 8                 |
| Lugar                                      | 2º                | 2º                | 4º                | 1º                | 6º                | 5º                |
| Votação Final de Angola (Total convertido) | 5                 | 5                 | 3                 | 6                 | 1                 | 2                 |
| Júri de Angola                             |                   |                   |                   |                   |                   |                   |
| Canções Pontuadas                          |                   |                   |                   |                   |                   |                   |

#### Maestros
Em baixo encontra-se a lista de maestros que conduziram a orquestra, na respectiva ordem de actuação.
| Canção              | Maestro      |
| ------------------- | ------------ |
| "Quando amanhecer"  | Tavares Belo |
| "O vento mudou"     | Tavares Belo |
| "Sou tão feliz"     | Tavares Belo |
| "Livro sem fim"     | Tavares Belo |
| "Não quero o mundo" | Tavares Belo |
| "Porta secreta"     | Tavares Belo |
| Maestro anfitrião   | Tavares Belo |

## Artistas repetentes
Em 1967, os repetentes foram:
| Foto                   | Artista          | Ano Anterior                   | Canção      | Pontuação | Classificação |
| ---------------------- | ---------------- | ------------------------------ | ----------- | --------- | ------------- |
|                        | António Calvário | FC 1964                        | "Oração"    | 79        | 1º            |
| "Para cantar Portugal" | António Calvário | FC 1964                        | 11          | 6º        |               |
| FC 1965                | António Calvário | "Por causa do mar"             | 13          | 6º        |               |
| FC 1965                | António Calvário | "Você não vê"                  | 2           | 8º        |               |
| FC 1965                | António Calvário | "Bom Dia"                      | 6           | 7º        |               |
| FC 1966                | António Calvário | "Encontro para Amanhã"         | 26          | 5º        |               |
|                        | Artur Garcia     | FC 1964                        | "Foi sonho" | 0         | 10º           |
| "Finalmente"           | Artur Garcia     | FC 1964                        | 2           | 8º        |               |
| FC 1965                | Artur Garcia     | "Nasci, sonhei, cresci e amei" | 18          | 5º        |               |
| FC 1965                | Artur Garcia     | "Amor"                         | 66          | 2º        |               |

## Transmissão
| Área     | Canal | Comentadores     |
| -------- | ----- | ---------------- |
| Portugal | RTP1  | Sem comentadores |